# Bhandardaha
Bhandardaha è una suddivisione dell'India, classificata come census town, di 4.816 abitanti, situata nel distretto di Howrah, nello stato federato del Bengala Occidentale. In base al numero di abitanti la città rientra nella classe VI (meno di 5.000 persone).

## Geografia fisica
La città è situata a 22° 37' 1 N e 88° 12' 52 E e ha un'altitudine di 11 m s.l.m..

## Società

### Evoluzione demografica
Al censimento del 2001 la popolazione di Bhandardaha assommava a 4.816 persone, delle quali 2.398 maschi e 2.418 femmine. I bambini di età inferiore o uguale ai sei anni assommavano a 547, dei quali 249 maschi e 298 femmine. Infine, coloro che erano in grado di saper almeno leggere e scrivere erano 3.146, dei quali 1.690 maschi e 1.456 femmine.